# Clase Le Redoutable (1931)
Los submarinos oceánicos de la clase Le Redoutable sirvieron en la Armada Francesa y que combatieron en la Segunda Guerra Mundial. Oficialmente fueron llamados "Sous-marins de grande patrouille", o "Submarinos de tipo 1". Fueron también conocidos como la serie 1.500 y dividida en tres subclases. Esta serie fue considerada generalmente como un éxito, siendo confiable, con buenas condiciones de navegación y con una buena gama de armamento. Se construyeron un total de 31, siendo la clase más numerosa de submarinos construidos para la marina francesa y que comprendía un tercio de su fuerza submarina.

## Historia
La Clase Redoutable fue construida para operar en el Atlántico como exploradores y para atacar el tráfico mercante, así como para el servicio colonial. De conformidad con los tratados navales de entreguerras, como el Tratado Naval de Washington de 1922, o la Conferencia de Londres de 1930, fueron construidos con las consecuentes restricciones en cuanto a tamaño y número. La Clase Redoutable estaba diseñada y construida como sucesora de la Clase Requin . Se encargaron en 1922 los dos primeros, el  Le Redoutable y el Vengeur, seguidos por órdenes para siete más en 1925, y cinco en 1927. Una segunda serie de seis submarinos fue solicitada en 1928 con cambios de diseño y motores más potentes, que fue seguida de una tercera serie, con motores mejorados y mayor velocidad.

## Características
Tenían una profundidad máxima operativa de 80 metros y existían tres variantes que eran:
- Tipo 1.- Submarino de patrulla larga o submarino oceánico.
- Tipo 2.- Submarino costero.
- Tipo 3.- Submarino minador.

## Buques de la clase
Se construyeron en total 31 buques de la clase que fueron:

## Primera serie
- Le Redoutable (Q136),
- Vengeur (Q137)
- Achéron (Q150),
- Achille (Q147),
- Actéon (Q149),
- Ajax (Q148),
- Archimède (Q142),
- Argo (Q151),
- Fresnel (Q143),
- Henri Poincaré (Q140),
- Monge (Q144),
- Pascal (Q138),
- Pasteur (Q139
- Pégase (Q156)
- Persée (Q154),
- Phénix (Q157),
- Poncelet (Q141),
- Prométhée (Q153),
- Protée (Q155),

## Segunda serie
- L'Espoire (Q167),
- Glorieux (Q168),
- Centaure (Q169),
- Héros (Q170),
- Conquérant (Q171),
- Tonnant (Q172),

## Tercera serie
- Agosta (Q178),
- Sfax (Q182),
- Casabianca (Q183),
- Bévéziers (Q179),
- Ouessant (Q140),
- Sidi Ferruch (Q181),